# 1993 FF82
1993 FF82 är en asteroid i huvudbältet som upptäcktes den 19 mars 1993 av UESAC vid La Silla-observatoriet.
Asteroiden har en diameter på ungefär 14 kilometer och den tillhör asteroidgruppen Hoffmeister.